# GE 대시 8-32BWH
GE 대시 8-32BWH(영어: GE Dash 8-32BWH)는 미국 제너럴 일렉트릭에서 개발한 디젤 및 전기 기관차로 미국의 철도 기업인 암트랙의 발주로 개발되었고 1991년에 20대가 생산되었다. 현재 운용하고 있는 회사는 미국의 철도 기업인 암트랙, 캘리포니아주의 철도 기업인 암트랙 캘리포니아가 운용하고 있다.

## 역사
1991년에 암트랙이 이 기종을 도입했으며 도입 당시 펩시 콜라 도색과 유사해 펩시캔이란 별명을 붙쳤다. 이후 재도색을 거치면서 현재의 도색이 되었다.
이후 GE 제네시스 시리즈가 도입이 되면서 스위칭 야드(오토트레인 터미널, 로스앤젤레스, 오클랜드, 시카고, 마이애미)로 이관이 되었고 코스트 스타라이트, 퍼시픽 서프라이너에 가끔 운행하는 경우가 있다.
또한 501, 502 차량의 경우 캘리포니아 디파트먼트 오브 트랜스포테이션이 인수하면서 2051, 2052 차량으로 전환이 되었다. 주로 캐피톨 코리더, 샌와킨스에 투입된다.

## 사진

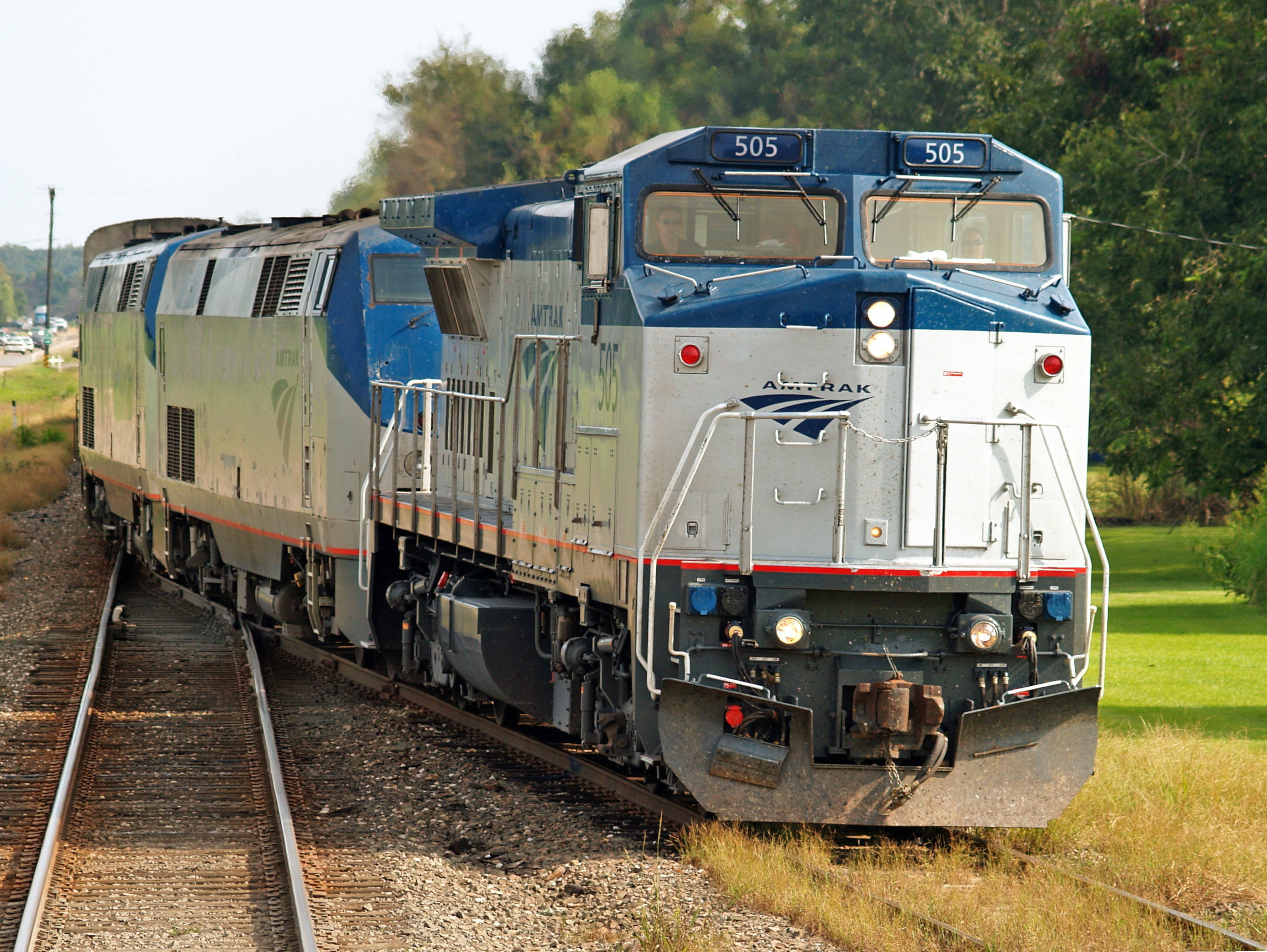
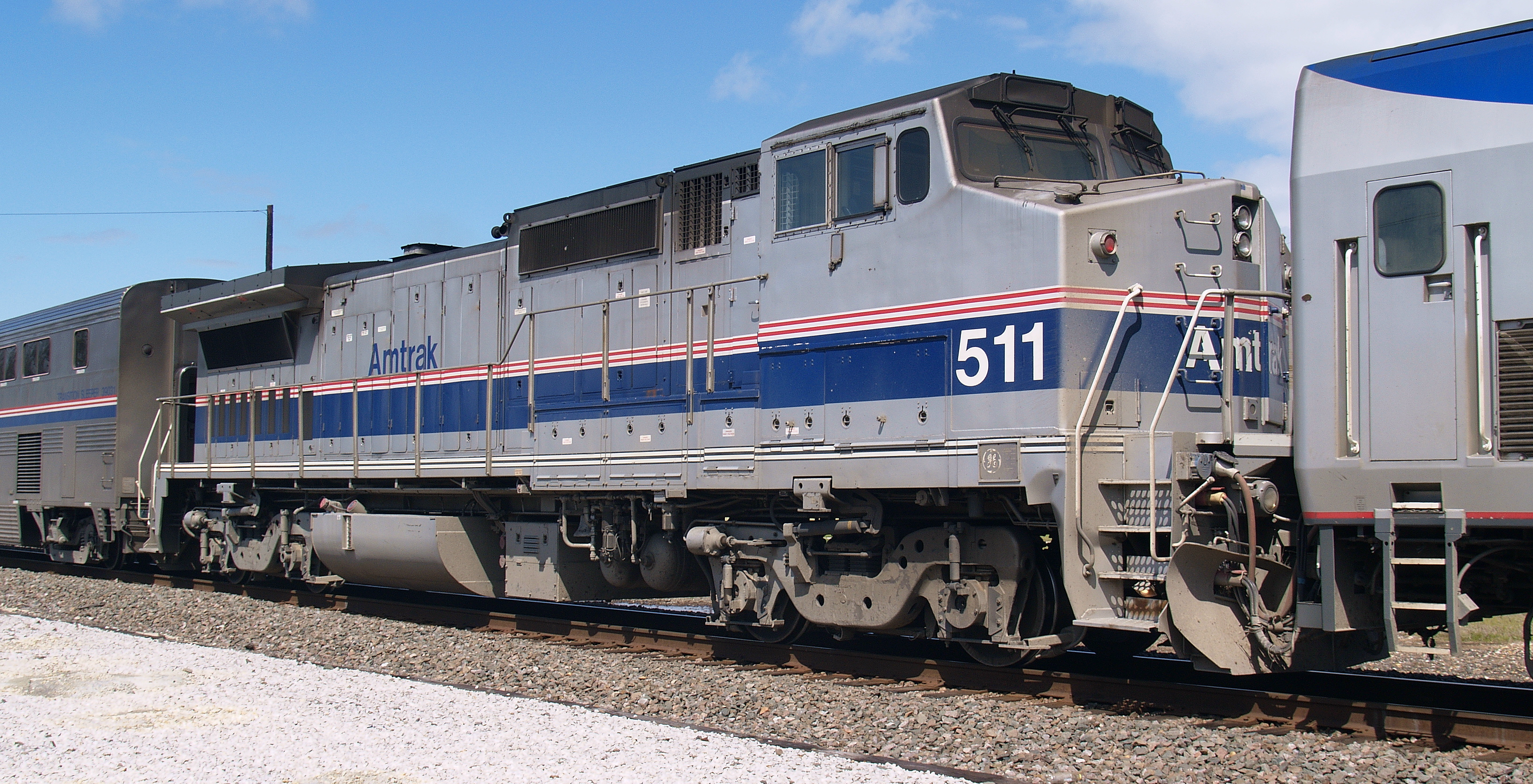
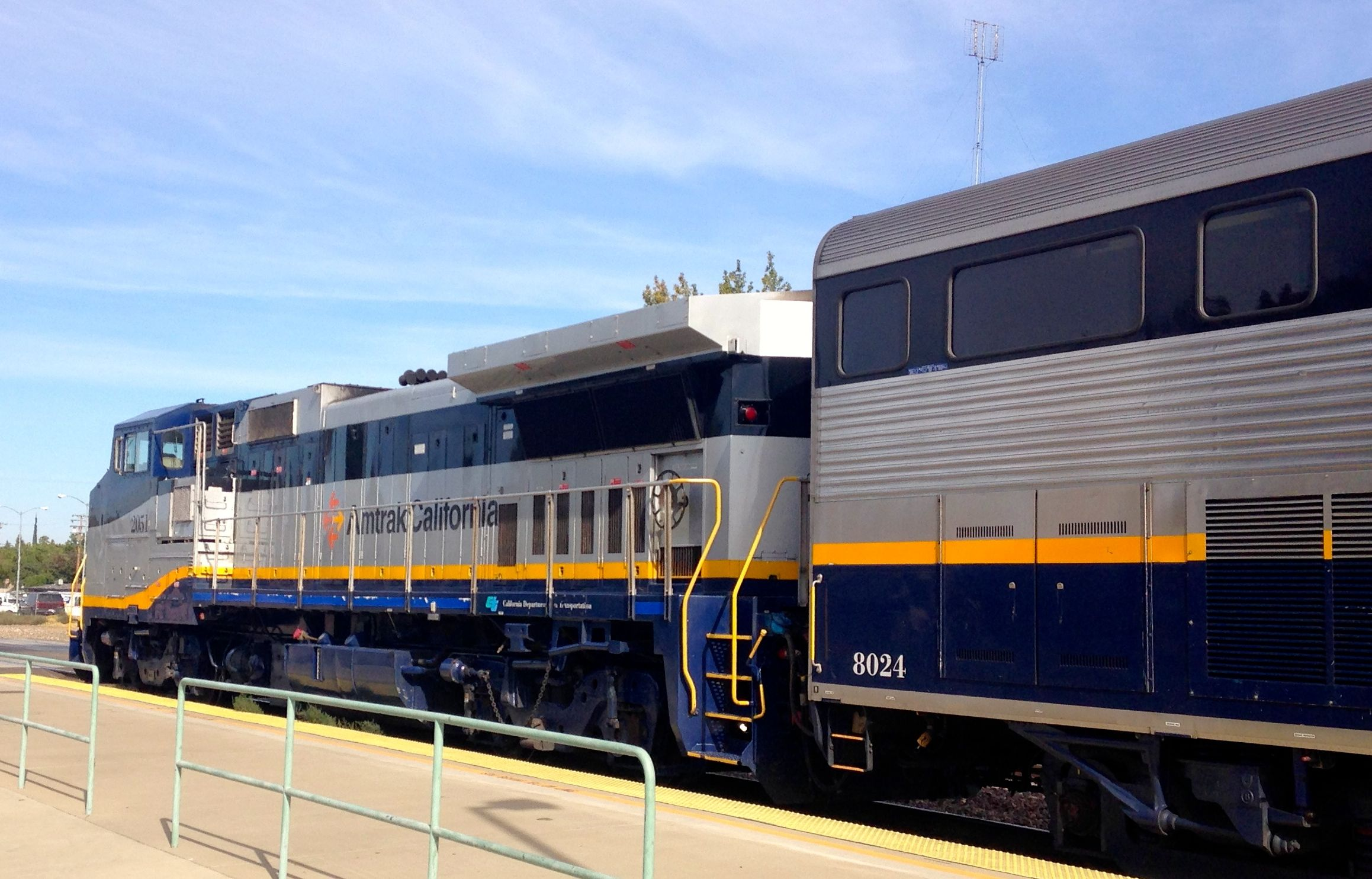